# Pareid
Pareid é uma comuna francesa na região administrativa de Grande Leste, no departamento de Meuse. Estende-se por uma área de 7,02 km². Em 2010 a comuna tinha 118 habitantes (densidade: 16,8 hab./km²).